# Kim-Sarah Brandts

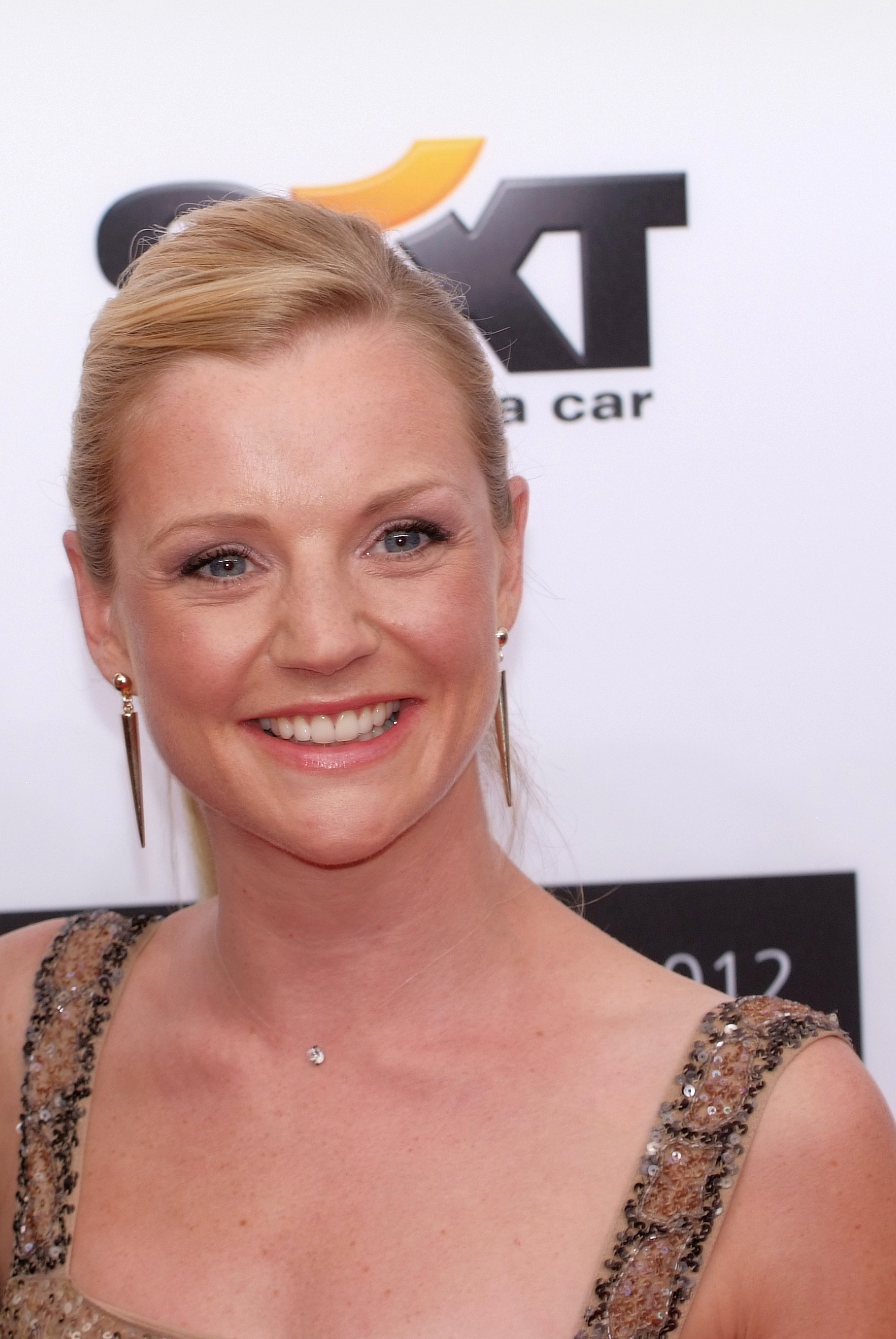
Kim-Sarah Brandts

Kim-Sarah Brandts  (n. 21 mai 1983, Itzehoe, Republica Federală Germania, Germania) este o actriță germană.

## Date biografice
Kim-Sarah a copilărit în  Gluckstadt, un orășel în apropiere de  Itzehoe, cursul primar l-a urmat în localitate, după care a terminat gimnaziul Detlef. Încă din clasa 6-a a inceput să aibă contact cu teatrul. Cariera de actriță a început-o prin rolul jucat în serialul siropos  Marienhof și ulterior în Verbotene Liebe.  
În luna septembrie 2004 Kim poate fi văzută pe prima pagină a revistei pentru bărbați Maxim.

## Filmografie
- 2001–2005: St. Angela
- 2003: Broti & Pacek – Irgendwas ist immer
- 2005: Im Tal der wilden Rosen
- 2008: Neues aus Büttenwarder
- 2009: Mord in bester Gesellschaft – Alles Böse zum Hochzeitstag
- 2006–2009, 2011, din 2012: Rote Rosen
- 2011: Hand aufs Herz
- 2011: Stubbe – Von Fall zu Fall – In dieser Nacht
- 2011: Morden im Norden – Der Marzipanmörder
- 2012: Das Traumschiff – Singapur/Bintan
- 2013: Tatort